# Euryglossula microdonta
Euryglossula microdonta là một loài Hymenoptera trong họ Colletidae. Loài này được Rayment mô tả khoa học năm 1934.

## Hình ảnh

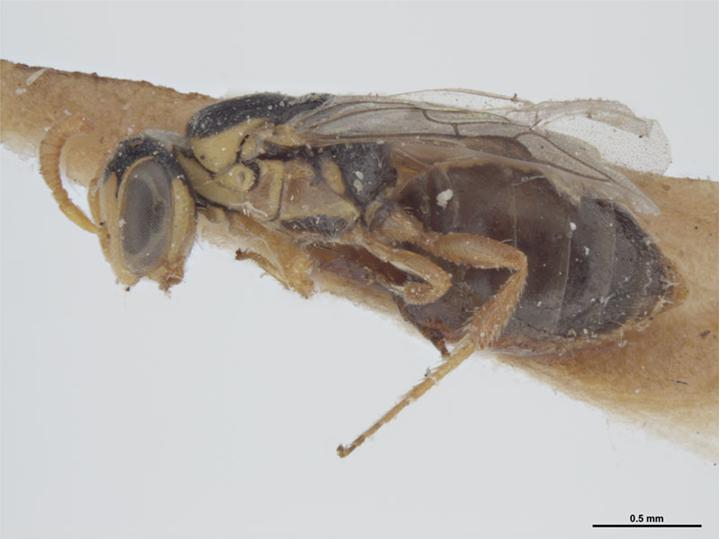